# Long Forgotten Songs: B-Sides & Covers 2000-2013
Long Forgotten Songs: B-Sides & Covers 2000-2013 è una raccolta di b-side, cover e brani inediti dei Rise Against, pubblicata il 10 settembre 2013 dalla Interscope Records.

## Tracce
Testi di Tim McIlrath, eccetto dove indicato.
1. Historia Calamitatum - 3:23
2. Death Blossoms - 2:35
3. Elective Amnesia - 3:55
4. Grammatizator - 2:10
5. Blind (Face to Face cover) - 2:34 (Trever Keith)
6. Everchanging (acoustic version) - 4:22
7. Generation Lost - 3:48
8. Dirt and Roses - 3:13
9. Ballad of Hollis Brown (Bob Dylan cover) - 5:12 (Bob Dylan)
10. Sight Unseen - 3:56
11. Lanterns - 3:52
12. Making Christmas (Danny Elfman cover) - 3:27 (Danny Elfman)
13. Join the Ranks - 1:29
14. Built to Last (Sick of It All cover) - 1:55 (Louis Koller, Pete Koller, Arman Majidi, Craig Setari)
15. Voice of Dissent - 2:00
16. Little Boxes (Malvina Reynolds cover) - 1:29
17. Give It All (Rock Against Bush version) - 2:49
18. Minor Threat (Minor Threat cover) - 1:40 (Brian Baker, Ian MacKaye, Jeffrey Nelson, Lyle Preslar)
19. Obstructed View (demo version) - 2:04
20. But Tonight We Dance - 2:47
21. Nervous Breakdown (Black Flag cover) - 2:09 (Greg Ginn)
22. Gethseman - 2:30
23. Boy's No Good (Lifetime cover) - 1:20 (Ari Zev Katz, Daniel Benjamin Yemin, David Palaitis, Peter M. Martin, Scott Golley)
24. Any Way You Want It (Journey cover) - 2:57 (Stephen Ray Perry, Neal J. Schon)
25. Sliver (Nirvana cover) - 2:04 (Kurt Cobain)
26. The Ghost of Tom Joad (Bruce Springsteen cover) - 8:37 (Bruce Springsteen)

## Classifiche
| Classifica (2013)         | Posizione massima |
| ------------------------- | ----------------- |
| Australia                 | 16                |
| Austria                   | 7                 |
| Belgio (Fiandre)          | 103               |
| Canada                    | 4                 |
| Germania                  | 7                 |
| Regno Unito               | 73                |
| Svizzera                  | 33                |
| Stati Uniti               | 19                |
| Stati Uniti (alternative) | 4                 |
| Stati Uniti (hard rock)   | 2                 |
| Stati Uniti (rock)        | 4                 |
| Stati Uniti (digital)     | 11                |